# Groene trekkervis
De groene trekkervis (Balistapus undulatus) is een  straalvinnige vissensoort uit de familie van trekkervissen (Balistidae). De wetenschappelijke naam van de soort is voor het eerst geldig gepubliceerd in 1797 door Park.